# Faculdade de Ciências Médicas de Pernambuco
A Faculdade de Ciências Médicas da Universidade de Pernambuco - FCM/UPE foi criada em 1950, funcionando inicialmente como escola isolada e, em 1966 passou a compor a Fundação de Ensino Superior de Pernambuco - FESP que, em 1990 foi transformada na Universidade de Pernambuco - UPE.
O curso de Medicina da FCM foi considerado o 11º melhor do Brasil e o melhor do Norte-Nordeste do país em 2014. 